# Авколево
Авколево (фин. Ahokylä) — деревня в Гатчинском муниципальном округе Ленинградской области.

## История
АУКОЛОВА — деревня принадлежит генерал-майору Шкурину, число жителей по ревизии: 14 м. п., 13 ж. п.
(1838 год)

В пояснительном тексте к этнографической карте Санкт-Петербургской губернии П. И. Кёппена 1849 года она записана как деревня Ahokylä (Ауколово, Авколово) и указано количество её жителей на 1848 год: савакотов — 16 м. п., 10 ж. п., всего 26 человек.
Согласно 9-й ревизии 1850 года деревня называлась Аккулова и принадлежала генералу Шкурину.

АУККОЛОВО — деревня княгини Трубецкой, по просёлочной дороге, число дворов — 5, число душ — 17 м. п. (1856 год)

Согласно «Топографической карте частей Санкт-Петербургской и Выборгской губерний» в 1860 году деревня называлась Ауколова и состояла из 5 крестьянских дворов.

АУККОЛОВО — деревня владельческая при ключах, число дворов — 7, число жителей: 16 м. п., 19 ж. п. (1862 год)

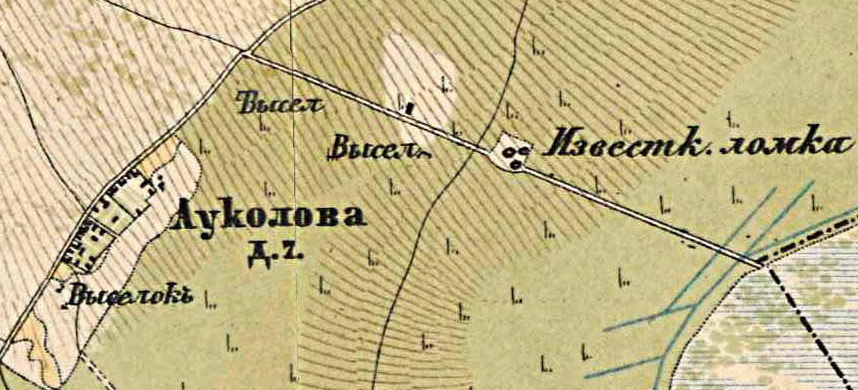
План деревни Авколево. 1885 год

Согласно топографической карте частей Санкт-Петербургской и Выборгской губерний 1885 года деревня называлась Ауколова и насчитывала 7 дворов.
В конце XIX века деревня административно относилась к Губаницкой волости 1-го стана Петергофского уезда Санкт-Петербургской губернии, в начале XX века — 2-го стана. Население деревни было исключительно финским.
Согласно данным переписи населения СССР 1926 года в деревне Авколево Елизаветинского сельсовета Венгисаровской волости Троцкого уезда проживали 109 человек — в основном финны.
По данным 1933 года деревня Авколево входила в состав Елизаветинского сельсовета Красногвардейского района.
Согласно топографической карте 1934 года деревня называлась Аукколово и насчитывала 8 дворов.
По данным 1966, 1973 и 1990 годов деревня Авколево также входила в состав Елизаветинского сельсовета.
В 1997 году в деревне проживали 14 человек, в 2002 году — также 14 человек (русские — 64%, финны — 29%), в 2007 году — 4.

## География
Деревня расположена в северо-западной части района к югу от автодороги 41А-002 (Гатчина — Ополье).
Расстояние до административного центра поселения, посёлка Елизаветино — 4 км.
Расстояние до ближайшей железнодорожной станции Елизаветино — 3 км.
К западу от деревни находится Елизаветинский карьер.

## Демография
| 1862 | 2007 | 2010 | 2017 |
| ---- | ---- | ---- | ---- |
| 35   | ↘4   | ↗31  | ↘8   |

### Национальный состав
Согласно данным Всероссийской переписи населения 2021 года в деревне проживали 112 человек, из них:
 русские — 109, финны — 1, другие национальности — 2 человека.

## Улицы
Дачная, Лесная.